# Victor Kempster
Victor Kempster (14 luglio 1953) è uno scenografo statunitense.

## Biografia
Ha mosso i suoi primi passi nell'industria cinematografica come assistente di produzione sul set di Between the Lines (1977). Ha poi esordito come art director sotto lo scenografo Bruno Rubeo e l'arredatore di scena Crispian Sallis, premiati con l'Oscar, in A spasso con Daisy (1989). Lo stesso anno, ha lavorato a Nato il quattro luglio: il regista di quest'ultimo film, Oliver Stone, avendone notato il talento, lo incoraggerà a diventare un vero e proprio scenografo, posizione che Kempster finirà per ricoprire in tutti i film di Stone da JFK - Un caso ancora aperto (1991) fino a Ogni maledetta domenica (1999).

## Filmografia
- Too Scared to Scream, regia di Tony Lo Bianco (1984) - arredatore di scena
- Posizioni compromettenti (Compromising Positions), regia di Frank Perry (1985) - arredatore di scena
- Fuori i secondi (Streets of Gold), regia di Joe Roth (1986) - arredatore di scena
- L'ombra del peccato (Last Rites), regia di Donald P. Bellisario (1988) - art director
- E Dio creò la donna (And God Created Woman), regia di Roger Vadim (1988)
- A spasso con Daisy (Driving Miss Daisy), regia di Bruce Beresford (1989) - art director
- Nato il quattro luglio (Born on the Fourth of July), regia di Oliver Stone (1989) - art director
- JFK - Un caso ancora aperto (JFK), regia di Oliver Stone (1991)
- Tra cielo e terra (Heaven & Earth), regia di Oliver Stone (1993)
- Assassini nati - Natural Born Killers (Natural Born Killers), regia di Oliver Stone (1994)
- Gli intrighi del potere - Nixon (Nixon), regia di Oliver Stone (1995)
- Music Graffiti (That Thing You Do!), regia di Tom Hanks (1996)
- U Turn - Inversione di marcia (U Turn), regia di Oliver Stone (1997)
- Ogni maledetta domenica (Any Given Sunday), regia di Oliver Stone (1999)
- Bamboozled, regia di Spike Lee (2000)
- Bandits, regia di Barry Levinson (2001)
- L'invidia del mio migliore amico (Envy), regia di Barry Levinson (2004)
- Miami Vice, regia di Michael Mann (2006)
- La guerra di Charlie Wilson (Charlie Wilson's War), regia di Mike Nichols (2007)
- L'amore all'improvviso - Larry Crowne (Larry Crowne), regia di Tom Hanks (2011)
- Il dittatore (The Dictator), regia di Larry Charles (2012)